# Châtel-sur-Moselle
Pour les articles homonymes, voir Chatel et Moselle.
Châtel-sur-Moselle est une commune française située dans le département des Vosges, en région Grand Est.
Ses habitants sont appelés les Châtellois.

## Géographie

### Localisation

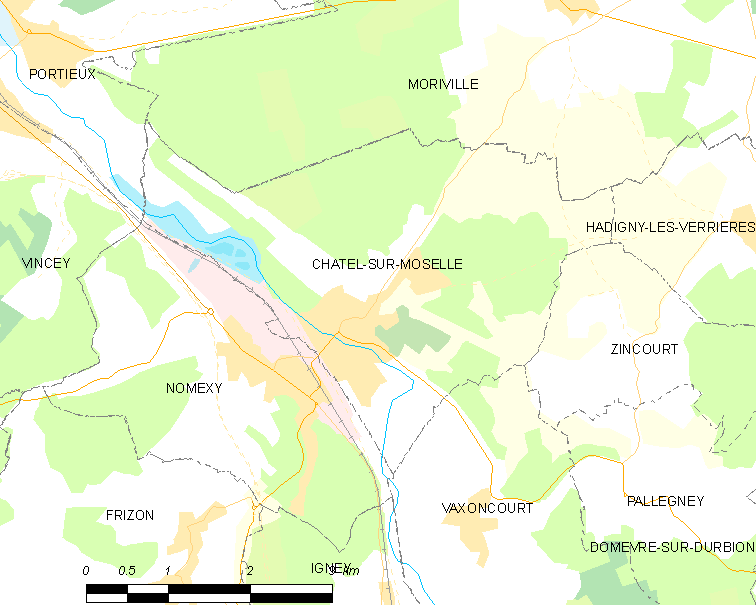
Situation géographique de Châtel-sur-Moselle.

Châtel-sur-Moselle était jusqu'en 2014 le chef-lieu d'un canton situé dans la plaine de la Moselle, elle est accessible en empruntant la route départementale 6 provenant de Nomexy ou la route départementale 10 provenant de Vaxoncourt. La Moselle borde la commune au sud et à l'ouest.
Quartier de la Pucelle
La commune de Châtel-sur-Moselle comporte un quartier urbain qui se situe dans le nord du village qui se nomme la Pucelle. Le quartier comporte un collège (collège Louis-Pergaud), une gendarmerie ainsi qu'une caserne de pompier (anciennement appelé Chanovax 88).

### Communes limitrophes
| Portieux       | La Cristallerie de Portieux (Portieux) | Moriville             |
| Charmes Vincey | Châtel-sur-Moselle                     | Hadigny-les-Verrières |
| Nomexy         | Thaon-les-Vosges                       | Vaxoncourt            |

### Géologie et relief
La commune se compose de 40,53 hectares de territoires artificialisés (5,73 %), 484,85 hectares de territoires agricoles (68,58 %) et 181,78 hectares de forêts et milieux semi-naturels (25,71 %).
Espaces naturels :
- Deux espaces protégés hors Natura 2000 :

Pré Chopin,
Pré Chopin-parcelle en maîtrise d'usage.
- Un espace protégé Natura 2000 :

Vallée de la Moselle (secteur Chatel-Tonnoy).
- Quatre zones naturelles d'intérêt écologique, faunistique et floristique (Znieff) :

Vallée de la Moselle de Thaon-les-Vosges à Flavigny,
Vallée de la Moselle de Châtel-sur-Moselle à Portieux,
Forêts de Rambervillers, de Charmes et de Fraize,
Anastomose de la Moselle à Igney.
Site bioarchéologique :
Bout du Pont (le).
Hydrogéologie et climatologie:
Territoire communal : Occupation du sol (Corinne Land Cover); Cours d'eau (BD Carthage),
Géologie : Carte géologique; Coupes géologiques et techniques,
Hydrogéologie : Masses d'eau souterraine; BD Lisa; Cartes piézométriques.

### Hydrographie et les eaux souterraines

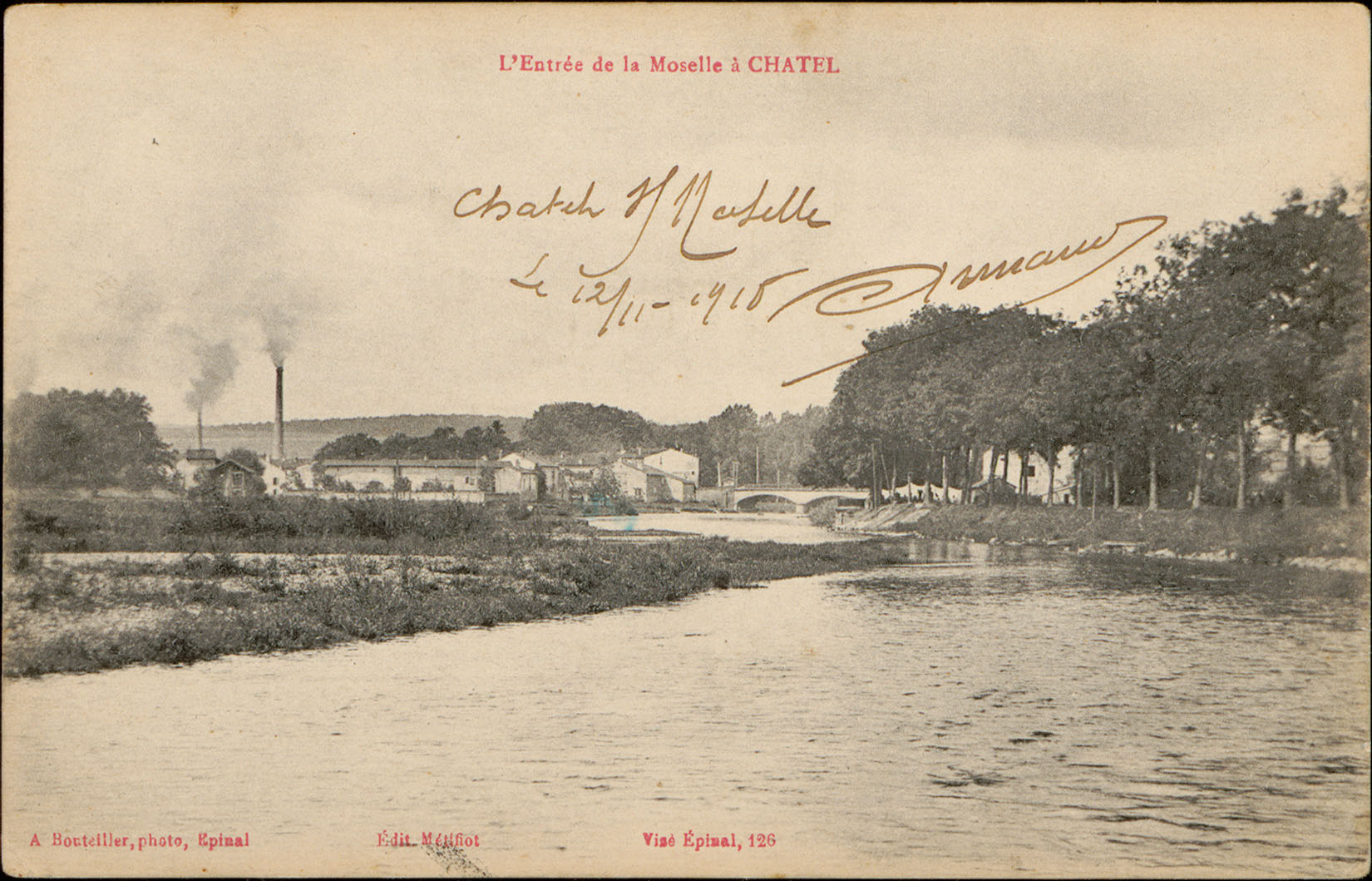
Entrée de la Moselle à Châtel.

La commune est située dans le bassin versant du Rhin au sein du bassin Rhin-Meuse. Elle est drainée par la Moselle, l'Aviere, le Durbion, le ruisseau d'Aubiey et le ruisseau du Bois de Chatel,.
La Moselle, d’une longueur totale de 560 kilomètres, dont 315 kilomètres en France, prend sa source dans le massif des Vosges au col de Bussang et se jette dans le Rhin à Coblence en Allemagne.
L'Avière, d'une longueur totale de 28 km, prend sa source dans la commune de Renauvoid et se jette  dans la Moselle sur la commune, après avoir traversé dix communes.

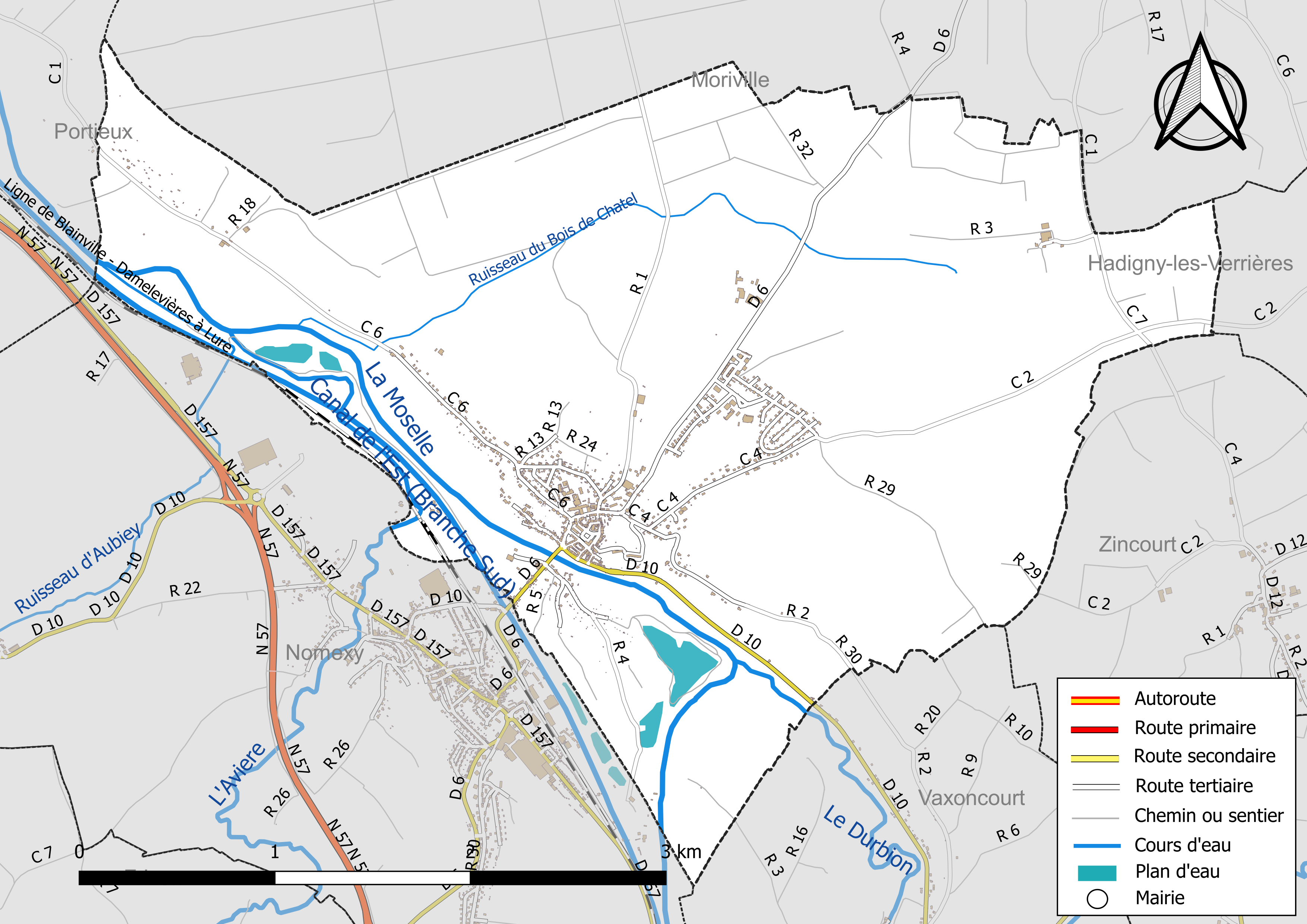
Réseaux hydrographique et routier de Châtel-sur-Moselle.

Le Durbion, d'une longueur totale de 35,1 km, prend sa source dans la commune de Méménil et se jette  dans la Moselle sur la commune, après avoir traversé douze communes.

### Climat
Pour des articles plus généraux, voir Climat du Grand Est et Climat des Vosges.
En 2010, le climat de la commune est de type climat des marges montargnardes, selon une étude du Centre national de la recherche scientifique s'appuyant sur une série de données couvrant la période 1971-2000. En 2020, Météo-France publie une typologie des climats de la France métropolitaine dans laquelle la commune est exposée à un climat semi-continental et est dans la région climatique  Lorraine, plateau de Langres, Morvan, caractérisée par un hiver rude (1,5 °C), des vents modérés et des brouillards fréquents en automne et hiver. 
Pour la période 1971-2000, la température annuelle moyenne est de 9,5 °C, avec une amplitude thermique annuelle de 17 °C. Le cumul annuel moyen de précipitations est de 995 mm, avec 12,8 jours de précipitations en janvier et 10,3 jours en juillet. Pour la période 1991-2020, la température moyenne annuelle observée sur la station météorologique de Météo-France la plus proche, « Épinal », sur la commune de Dogneville à 11 km à vol d'oiseau, est de 10,3 °C et le cumul annuel moyen de précipitations est de 907,0 mm. 
La température maximale relevée sur cette station est de 39,3 °C, atteinte le 25 juillet 2019 ; la température minimale est de −18,9 °C, atteinte le 12 janvier 1987,,. 
Les paramètres climatiques de la commune ont été estimés pour le milieu du siècle (2041-2070) selon différents scénarios d'émission de gaz à effet de serre à partir des nouvelles projections climatiques de référence DRIAS-2020. Ils sont consultables sur un site dédié publié par Météo-France en novembre 2022.

### Catastrophes naturelles
Le village de Châtel-sur-Moselle a été confronté dans les trente dernières années à cinq coulées de boue dues à l'affluence de la Moselle, la crue d'octobre 2006 a été marquée par la montée impressionnante des eaux en raison des pluies soutenues en continu engendrant des dégâts dans les environs de Châtel-sur-Moselle (route coupée).

## Urbanisme

### Typologie
Au 1er janvier 2024, Châtel-sur-Moselle est catégorisée bourg rural, selon la nouvelle grille communale de densité à sept niveaux définie par l'Insee en 2022.
Elle appartient à l'unité urbaine de Nomexy, une agglomération intra-départementale regroupant deux  communes, dont elle est une commune de la banlieue,,. Par ailleurs la commune fait partie de l'aire d'attraction d'Épinal, dont elle est une commune de la couronne,. Cette aire, qui regroupe 118 communes, est catégorisée dans les aires de 50 000 à moins de 200 000 habitants,.

### Occupation des sols
L'occupation des sols de la commune, telle qu'elle ressort de la base de données européenne d’occupation biophysique des sols Corine Land Cover (CLC), est marquée par l'importance des forêts et milieux semi-naturels (44,2 % en 2018), une proportion sensiblement équivalente à celle de 1990 (43,8 %). La répartition détaillée en 2018 est la suivante : 
forêts (41,7 %), terres arables (19,4 %), zones urbanisées (11,3 %), zones agricoles hétérogènes (9,4 %), prairies (5,7 %), eaux continentales (4,4 %), mines, décharges et chantiers (3,6 %), milieux à végétation arbustive et/ou herbacée (2,5 %), zones industrielles ou commerciales et réseaux de communication (2 %). L'évolution de l’occupation des sols de la commune et de ses infrastructures peut être observée sur les différentes représentations cartographiques du territoire : la carte de Cassini (XVIIIe siècle), la carte d'état-major (1820-1866) et les cartes ou photos aériennes de l'IGN pour la période actuelle (1950 à aujourd'hui).

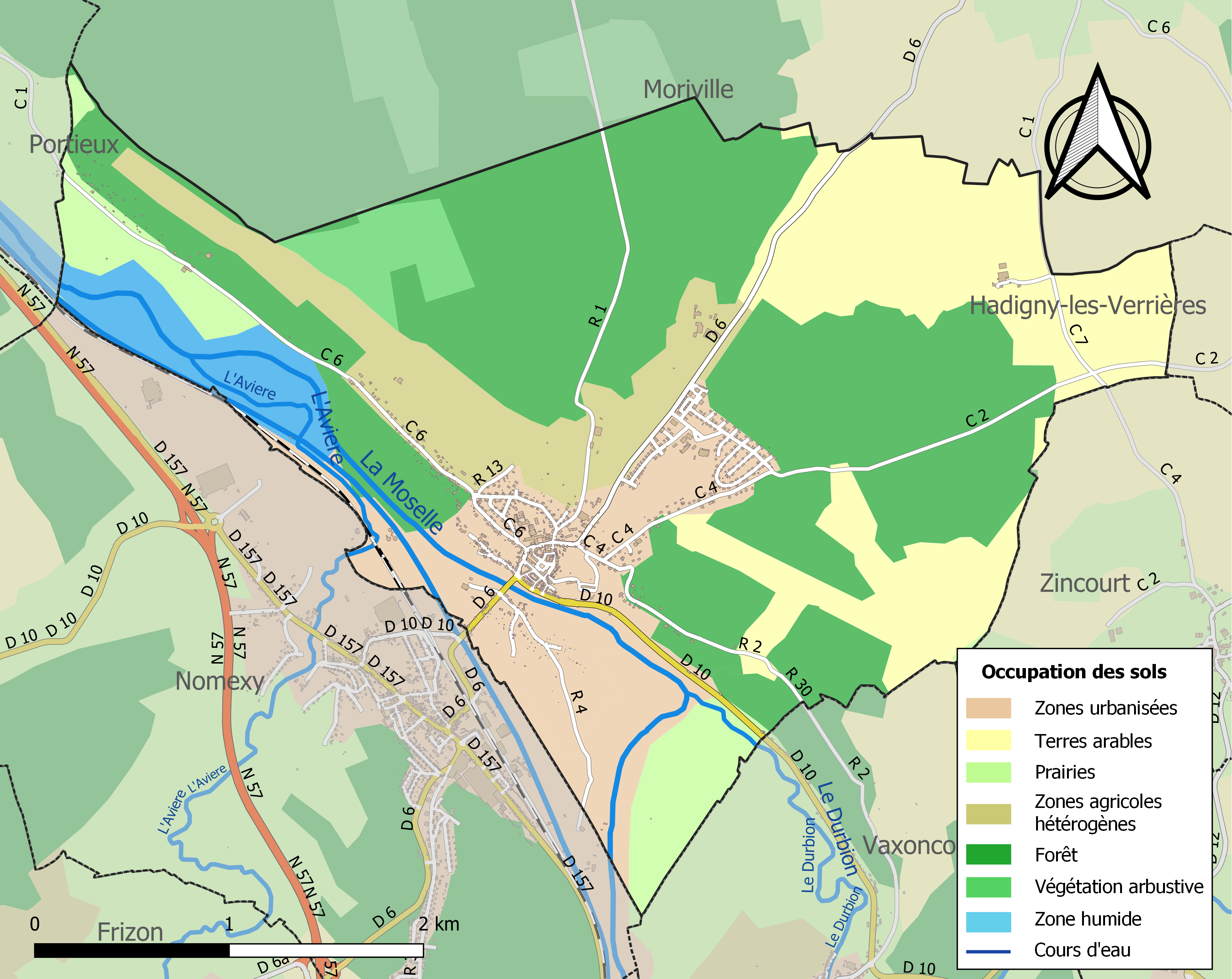
Carte des infrastructures et de l'occupation des sols de la commune en 2018 (CLC).

### Voie de communication et transports

#### Voies routières
Distances par la route
| Ville         | Distance | Par voie      |
| ------------- | -------- | ------------- |
| Épinal        | 20 km    | D 157 ou N 57 |
| Rambervillers | 21 km    | D6 (Vosges)   |
| Mirecourt     | 24 km    | D6 (Vosges)   |
| Charmes       | 11 km    | D 157 ou N 57 |
| Nancy         | 53 km    | N 57          |
| Strasbourg    | 128 km   | D6 (Vosges)   |
| Paris         | 364 km   | N 57          |

La commune comporte nombre de voies de communication routière dont la RD 6 qui trace de Nomexy jusqu'à Rambervillers, la RD 10 qui se rend à Vaxoncourt. Le village est en outre à proximité de la route nationale 57.

#### Lignes SNCF
La gare la plus proche de la commune est à Nomexy ou porte aussi le nom de la gare de Châtel-Nomexy, elle se situe à moins d'un kilomètre du village.

## Toponymie
Le nom de la localité est attesté sous les formes Chastel super Mosellam (1156) ; Chaté (1736) ; Durbion-Moselle (an II).

En 1736, Châtel se prononçait communément Chaté.

De l'oïl Châtel « village fortifié », qui a conservé sa forme archaïque.  
Au cours de la Révolution française, la commune, précédemment appelée Châtel-sur-Moselle porte le nom de Durbion-Moselle puis prend celui de Châtel. La commune reprend le nom de Châtel-sur-Moselle actuel le 21 juin 1961.

La Moselle Musel en luxembourgeois, Mosel en allemand est une rivière du nord-est de la France, du Luxembourg et de l'ouest de l'Allemagne, affluent en rive gauche du Rhin.

## Histoire
Au Moyen Âge, Châtel-sur-Moselle fut une place forte, fondée en 1072. Enclave bourguignonne dans le duché de Lorraine, la forteresse appartint à la famille de Vaudémont, puis à la famille de Neufchâtel.
Lors de conquête de la Lorraine par Louis XIV, la place est prise en septembre 1670 par les troupes du maréchal de Créquy, dont le régiment d'Auvergne, qui la démantèle l’année suivante.
Le 11 septembre 1870, lors de son évasion, le général Ducrot passe par Châtel. 
Le 15 septembre 1944, les troupes françaises franchissent la Moselle à Châtel-sur-Moselle. Le lendemain, après avoir subi une contre-attaque, la commune est libérée par une unité de la 2e division blindée, La Nueve, compagnie entièrement composée d’Espagnols républicains réfugiés en France lors de la Retirada et engagés dans les Forces françaises libres,.
La commune a été décorée, le 12 février 1949, de la Croix de guerre 1939-1945 avec étoile de vermeil.

## Politique et administration

### Liste des maires
| Période                                  | Période                      | Identité                           | Étiquette | Qualité                     |
| ---------------------------------------- | ---------------------------- | ---------------------------------- | --------- | --------------------------- |
| Les données manquantes sont à compléter. |                              |                                    |           |                             |
| août 1901                                | août 1908                    | Joseph Théodore LEJEAU             |           |                             |
| août 1908                                | mai 1925                     | Louis LEFRANCOIS                   |           |                             |
| mai 1925                                 | octobre 1933                 | Paul RICHARD                       |           | Médecin                     |
| décembre 1933                            | mai 1935                     | Léon PIERROT                       |           |                             |
| mai 1935                                 | septembre 1944               | Pierre SAYER "Mort pour la France" |           |                             |
| mai1945                                  | novembre 1945                | Marie Thérèse MUGNIER épouse SAYER |           |                             |
| novembre 1945                            | mars 1959                    | Charles Louis LEFRANCOIS           |           |                             |
| mars 1959                                | 1965                         | Pierre Florentin                   |           |                             |
| 1965                                     | 1971                         | Léon Brediger                      | Gaulliste | Médecin, conseiller général |
| 1971                                     | 1977                         | Georges Chatelat                   |           |                             |
|                                          |                              | Paul Didier (1934-2009)            |           |                             |
| mars 2001                                | mars 2008                    | Christian Bailly                   |           |                             |
| mars 2008                                | mars 2016                    | Jean-Jacques Cocheteux             |           |                             |
| mars 2016                                | mai 2020                     | Michel Grandjean (1948-2022)       |           |                             |
| mai 2020                                 | En cours (au 5 octobre 2022) | Françoise Piaget (°1952)           |           |                             |

### Finances locales

#### Budget et fiscalité 2023

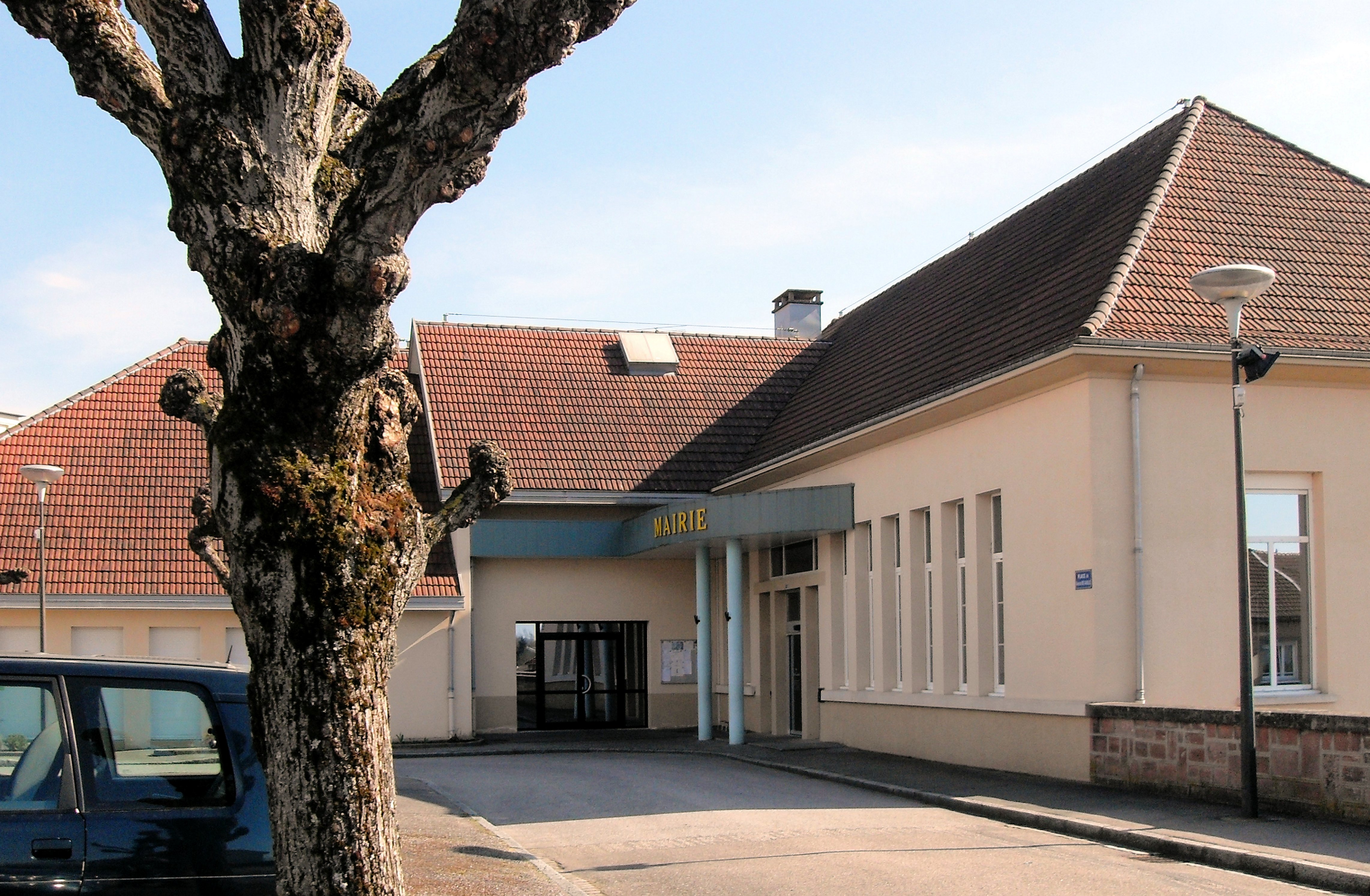
La mairie.

En 2023, le budget de la commune était constitué ainsi :
- total des produits de fonctionnement : 1 432 000 €, soit 811 € par habitant ;
- total des charges de fonctionnement : 169 000 €, soit 605 € par habitant ;
- total des ressources d'investissement : 972 000 €, soit 550 € par habitant ;
- total des emplois d'investissement : 758 000 €, soit 429 € par habitant ;
- endettement : 582 000 €, soit 329 € par habitant.

Avec les taux de fiscalité suivants :
- taxe d'habitation : 8,41 % ;
- taxe foncière sur les propriétés bâties : 36,75 % ;
- taxe foncière sur les propriétés non bâties : 20,62 % ;
- taxe additionnelle à la taxe foncière sur les propriétés non bâties : 0,00 % ;
- cotisation foncière des entreprises : 0,00 %.

Chiffres clés Revenus et pauvreté des ménages en 2021 : médiane en 2021 du revenu disponible, par unité de consommation : 21 150 €.

## Population et société

### Démographie

#### Évolution démographique
L'évolution du nombre d'habitants est connue à travers les recensements de la population effectués dans la commune depuis 1793. Pour les communes de moins de 10 000 habitants, une enquête de recensement portant sur toute la population est réalisée tous les cinq ans, les populations de référence des années intermédiaires étant quant à elles estimées par interpolation ou extrapolation. Pour la commune, le premier recensement exhaustif entrant dans le cadre du nouveau dispositif a été réalisé en 2008.

En 2022, la commune comptait 1 726 habitants, en évolution de +1,29 % par rapport à 2016 (Vosges : −2,96 %, France hors Mayotte : +2,11 %).
| 1793  | 1800  | 1806  | 1821  | 1831  | 1836  | 1841  | 1846  | 1856  |
| ----- | ----- | ----- | ----- | ----- | ----- | ----- | ----- | ----- |
| 1 200 | 1 165 | 1 180 | 1 191 | 1 176 | 1 255 | 1 296 | 1 375 | 1 312 |

| 1861  | 1866  | 1872  | 1876  | 1881  | 1886  | 1891  | 1896  | 1901  |
| ----- | ----- | ----- | ----- | ----- | ----- | ----- | ----- | ----- |
| 1 266 | 1 277 | 1 235 | 1 210 | 1 319 | 1 257 | 1 293 | 1 351 | 1 381 |

| 1906  | 1911  | 1921  | 1926  | 1931  | 1936  | 1946 | 1954  | 1962  |
| ----- | ----- | ----- | ----- | ----- | ----- | ---- | ----- | ----- |
| 1 477 | 1 451 | 1 397 | 1 553 | 1 540 | 1 447 | 932  | 1 374 | 1 549 |

| 1968  | 1975  | 1982  | 1990  | 1999  | 2006  | 2008  | 2013  | 2018  |
| ----- | ----- | ----- | ----- | ----- | ----- | ----- | ----- | ----- |
| 1 498 | 1 621 | 1 942 | 1 838 | 1 659 | 1 672 | 1 671 | 1 680 | 1 699 |

| 2022  | - | - | - | - | - | - | - | - |
| ----- | - | - | - | - | - | - | - | - |
| 1 726 | - | - | - | - | - | - | - | - |

## Enseignement
Établissements d'enseignements : 
- École maternelle (près de la mairie).
- École primaire (près de la mairie).
- Collège Louis-Pergaud (dans le quartier de la Pucelle).

Le lycée le plus proche de la commune est le lycée Elsa-Triolet à Thaon-les-Vosges.

### Santé
Professionnels et établissements de santé :
- Médecins à Châtel-sur-Moselle, Nomexy, Girmont, Thaon-les-Vosges.
- Pharmacies à Châtel-sur-Moselle, Nomexy, Thaon-les-Vosges.
- Hôpitaux à Châtel-sur-Moselle, Thaon-les-Vosges.

### Cultes
- Culte catholique, Paroisse "Saint-Laurent-des-Trois-Rivières"[48], Diocèse de Saint-Dié.

### Sport
- Judo club de Châtel-sur-Moselle
- Club de volley-ball.

### Médias
Radio
Concernant la radio, Chatel-sur-Moselle est couverte par certaines radios nationales, telles que les radios du groupe Radio France, NRJ, Virgin, Skyrock, Fun, Rire & Chansons, MFM Radio, Nostalgie, RFM, Europe 1, RMC, RTL... Ainsi que de radios locales et/ou régionales telles que : France Bleu Sud Lorraine (Nancy) et Magnum la radio (Vosges).
| Nom                      | Fréquence          |
| ------------------------ | ------------------ |
| RMC                      | 89,9 FM            |
| Europe 1                 | 90,1 FM            |
| MFM Radio                | 91,2 FM            |
| NRJ                      | 91,9 FM            |
| France Musique           | 92,4 FM            |
| Magnum la radio (Vosges) | 94,6 FM            |
| Skyrock                  | 95,1 FM            |
| Rire & Chanson           | 97,2 FM            |
| France Inter             | 98,2 FM ou 98,6 FM |
| RTL                      | 99,1 FM            |
| France Bleu Lorraine     | 100,0 FM (*)       |
| Fun                      | 101,2 FM           |
| Virgin Radio             | 103,5 FM           |
| RFM                      | 103,9 FM           |
| Nostalgie                | 104,3 FM           |
| France Info              | 106,5 FM           |

(*) France Bleu Lorraine (Nancy) : 100,5 FM

### Télévision
Quant à la télévision, la commune capte les chaînes hertziennes de la TNT depuis 2010, comme Vosges Télévision qui est une chaîne locale.

## Économie

### Entreprises et commerces

#### Agriculture
- Élevage de vaches laitières.
- Culture et élevage associés.
- Culture de céréales, de légumineuses et de graines oléagineuses.
- Culture de légumes, de melons, de racines et de tubercules.

#### Tourisme
- Hébergements et restauration à Vincey, Épinal, Rouvres-en Xaintoix.

#### Commerces
- Commerces et services de proximité[49].

## Manifestations culturelles et festivités
- Tous les deux ans, la commune organise la Fête médiévale de Châtel-sur-Moselle qui fait revivre l'époque du Moyen Âge avec des démonstrations de sculpture avec des pierres, visite de la forteresse, le vol d'aigle royal, des combats de chevaliers et des lancers de canons. La fête dure deux ou trois jours (si la Pentecôte se déroule) au mois de mai ou juin.

## Culture locale et patrimoine

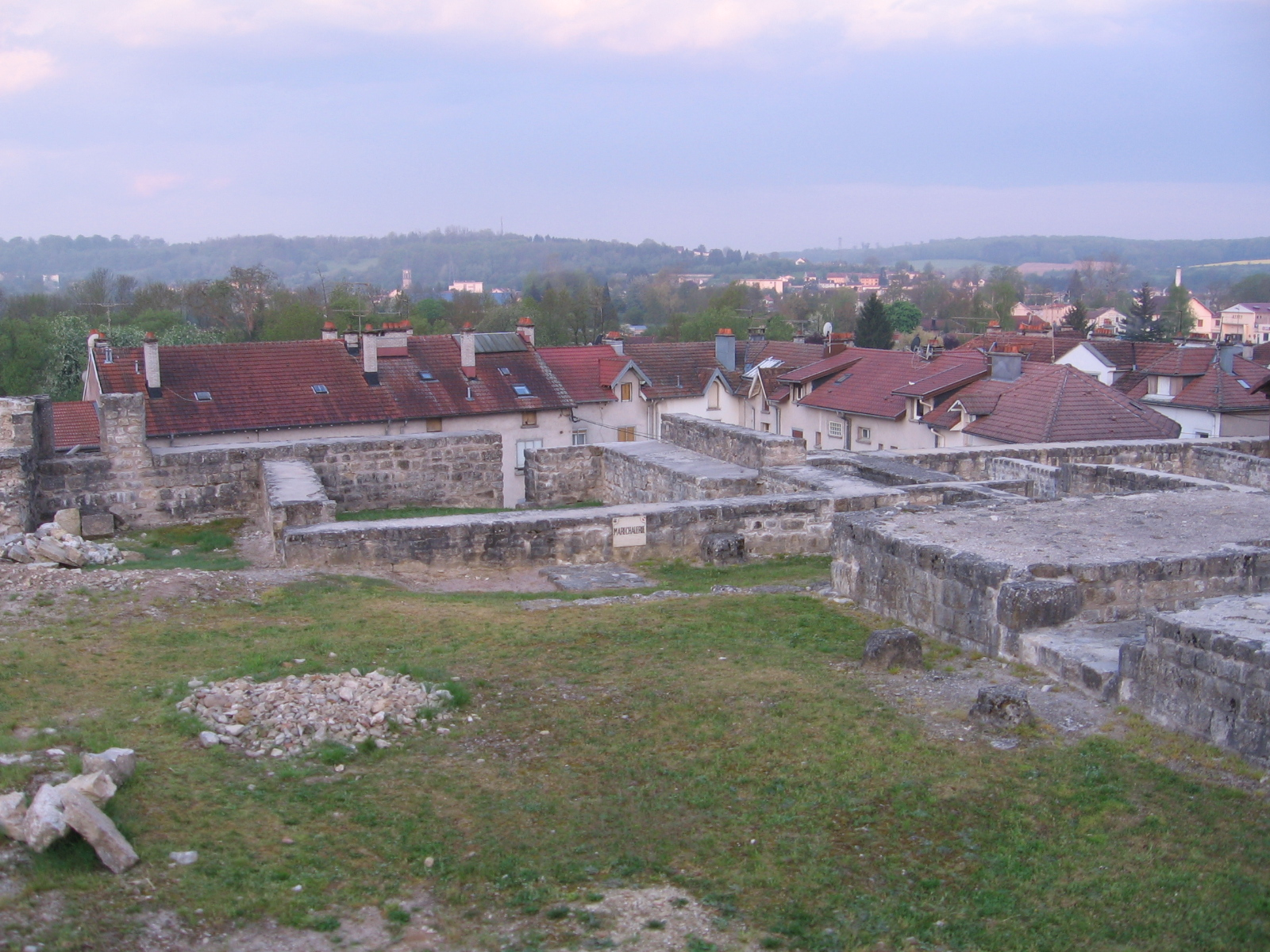
Éléments de forteresse.
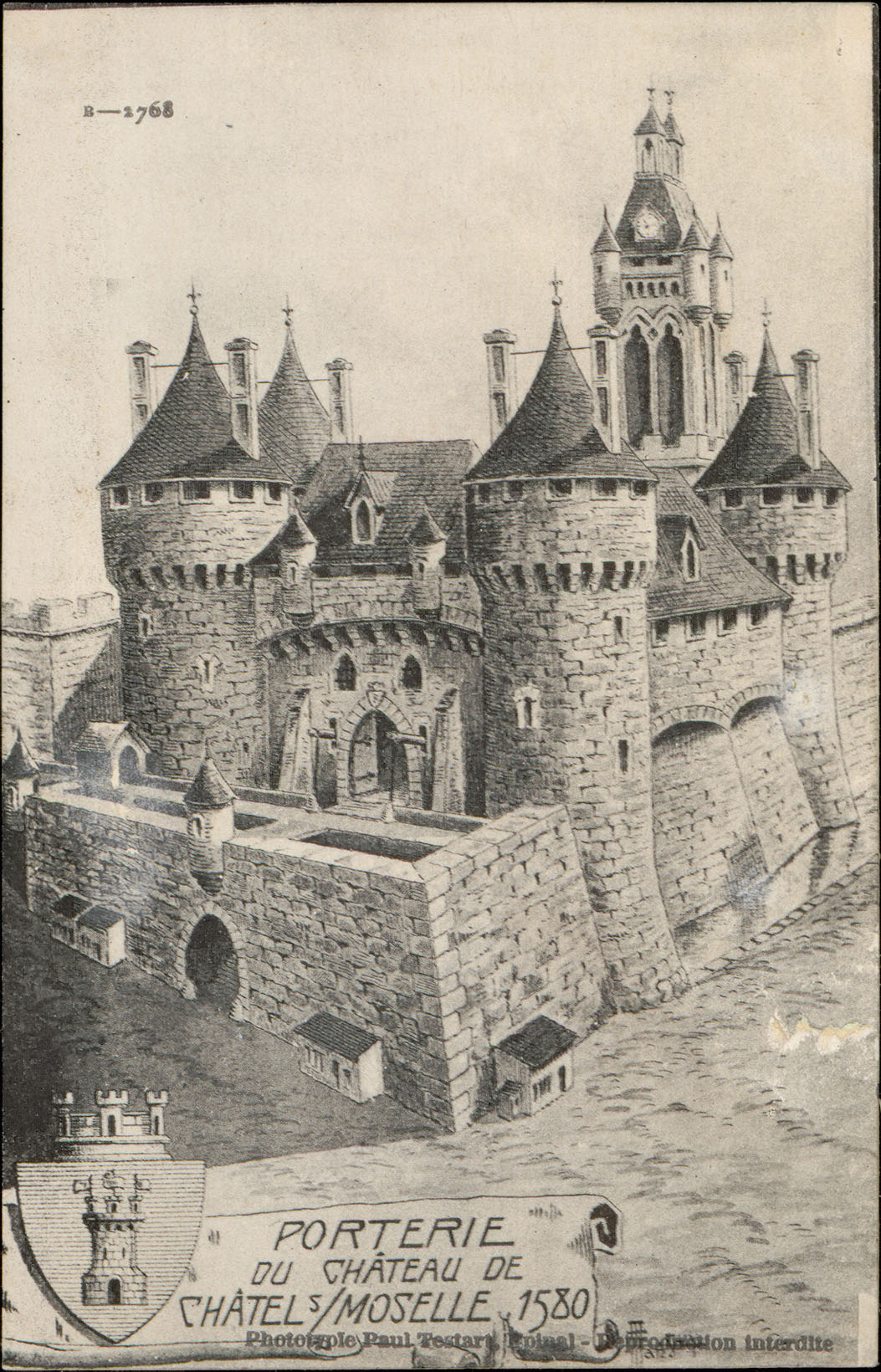
Carte postale représentant une reproduction d'une gravure représentant la porterie du château en 1580.
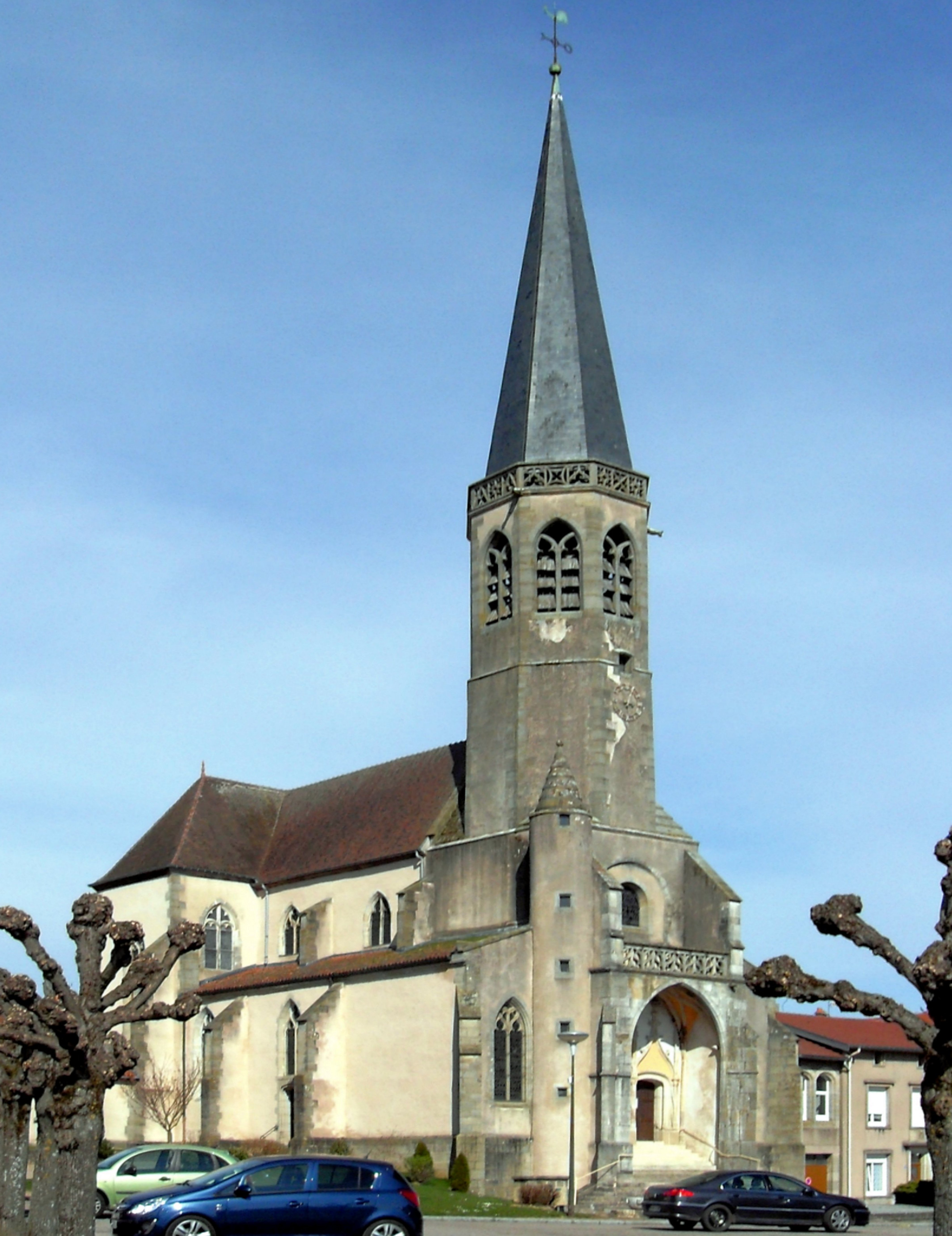
L'église Saint-Laurent.
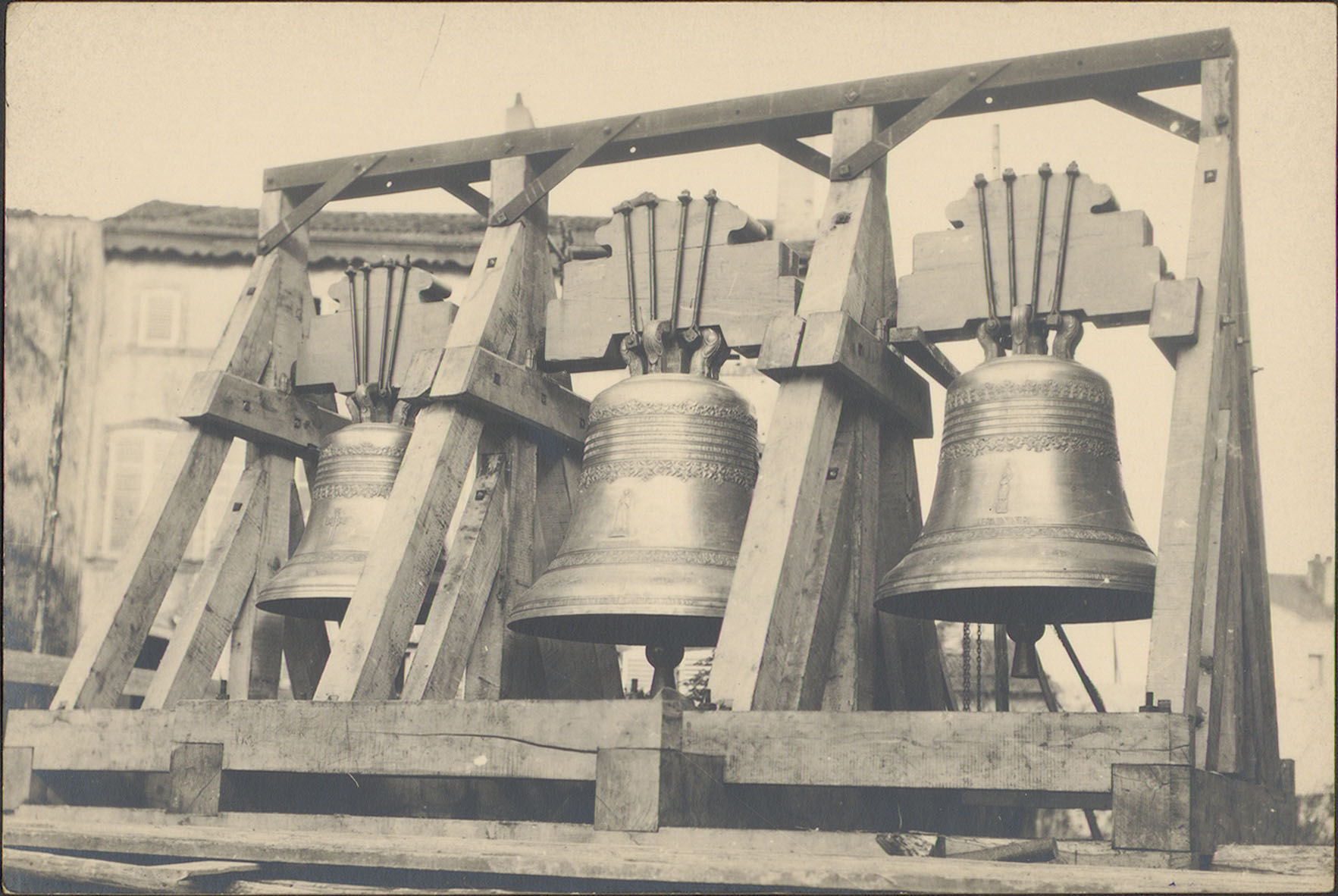
Carte postale représentant les cloches de l'église Saint-Laurent.
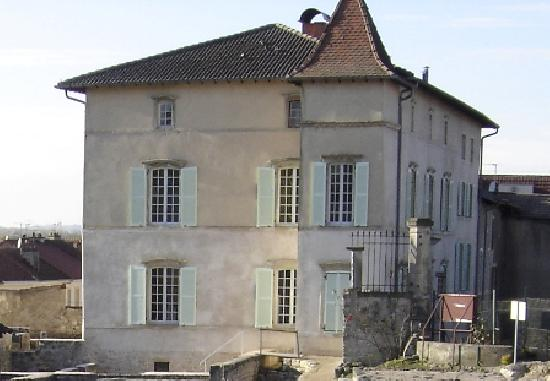
Ancien Monastère ND.

### Lieux et monuments
- Vestiges de la forteresse de Châtel-sur-Moselle (château-fort)[50], protégés au titre des monuments historiques par arrêté du 18 avril 1988[51],[52],[53].
- Église Saint-Laurent[54], classée au titre des monuments historiques par arrêté du 16 septembre 1907. Elle a été construite sous Thiébaut IX seigneur de Neufchâtel et d'Épinal,

et son orgue de Gonzalez est de 1965 et 1973,.
- L'ancien monastère Notre-Dame de Châtel-sur-Moselle (actuellement occupé par le musée[57]) fait l’objet d’une inscription au titre des monuments historiques depuis le 24 juin 1977[58].
- La chapelle du Bon-Secours[59].
- Monuments commémoratifs :

Monument aux morts,
Plaque commémorative 1914-1918,
Stèle commémorative de la 2e D.B., Stèle commémorative du 13e génie,
Carré militaire, carré de corps restitués aux familles,.
- La fontaine de 1850[63].

## Personnalités liées à la commune
- Charles Joseph Hyacinthe de Bouvier, conseiller à la cour souveraine de Nancy[64].
- Achille Hippolyte Marie de Valentin de la Tour, général de division de cavalerie[65].
- Bonaventure Hocquart, ecclésiastique[66].
- Charles Henrion (1887-1969), religieux catholique.
- Jean Grandidier (1917-2004), footballeur né à Châtel.
- Jacky Boxberger (1949-2001) athlète né à Châtel.

### Héraldique
| Blason | Blasonnement : D'azur à la tour donjonnée de trois tourelles d'argent avec leurs panonceaux de même. Commentaires : Ce sont les armes inspirées d'un sceau de l'an 1534, qui fait allusion au château de Châtel-sur-Moselle. |

## Pour approfondir